# Rustam Assakałow
Rustam Schatbijewicz Assakałow (ros. Рустам Схатбиевич Ассакалов; ur. 13 lipca 1984) – rosyjski i uzbecki zapaśnik walczący w stylu klasycznym. Trzykrotny olimpijczyk. Zajął ósme miejsce w Rio de Janeiro 2016 w kategorii 85 kg i w Tokio 2020 w kategorii 87 kg. Piaty w Paryżu 2024 w kategorii do 97 kg.
Srebrny medalista mistrzostw świata w 2015 i brązowy w 2019. Mistrz igrzysk azjatyckich w 2014; drugi w 2018 i trzeci w 2022. Zdobył osiem medali na mistrzostwach Azji w latach 2013 – 2022. Złoty medalista igrzysk Solidarności Islamskiej w 2021 i brązowy w 2017 roku.